# 5074 Goetzoertel
5074 Goetzoertel è un asteroide della fascia principale. Scoperto nel 1949, presenta un'orbita caratterizzata da un semiasse maggiore pari a 2,9933878 UA e da un'eccentricità di 0,1014099, inclinata di 8,55281° rispetto all'eclittica.